# Sven Maresch
Sven Maresch (ur. 19 stycznia 1987) – niemiecki judoka. Olimpijczyk z Rio De Janeiro 2016, gdzie zajął siedemnaste miejsce w wadze półśredniej.
Siódmy na mistrzostwach świata w 2015; uczestnik mistrzostw w 2011, 2013 i 2014. Startował w Pucharze Świata w latach 2007–2010, 2013, 2015 i 2017. Brązowy medalista mistrzostw Europy w 2014. Piąty na igrzyskach europejskich w 2015 roku.

## Letnie Igrzyska Olimpijskie 2016
| Konkurencja | Rundy eliminacyjne  | Klas. końcowa |
| Konkurencja | Przeciwnik I        | Miejsce       |
| ----------- | ------------------- | ------------- |
| 81 kg       | Sergiu Toma (UAE) P | 17.           |